# 红烛
《红烛》，闻一多的代表性现代诗诗集，序诗《红烛》是代表性诗作。

## 写作和出版
1923年9月7日，《红烛》由泰东书局出版，一共有62首诗歌，主要诗歌都是闻一多在美国留学时期的作品。
1981年，人民文学出版社重新出版这部诗集，一共103首诗歌。

## 内容
序诗《红烛》是全诗集的代表性诗作，包括了闻一多要表达的爱国主义、反帝国主义、反封建主义思想，其他《忆菊》、《太阳吟》、《孤雁》等都是代表性诗作。

## 主题和风格
《红烛》主要抒发闻一多的爱国主义，同时表达他对社会下层人士的关爱和对统治阶级的痛恨。
闻一多留学美国，接受了西方文学的营养，同时他也喜欢唐朝诗人李商隐的诗歌，《红烛》便是从李商隐《无题》诗“蜡炬成灰泪始乾”联想的。